# Wayback Machine
Wayback Machine é um banco de dados digital criado pela organização sem fins lucrativos Internet Archive e que arquiva mais de 860 bilhões de páginas da World Wide Web desde 1996.
O Internet Archive proporciona de forma gratuita a possibilidade de visualizar versões arquivadas (tal como eram no passado) de páginas de um website. O site também fornece a pedido e com custos adicionais, um serviço de páginas impressas e com certificação de autenticidade de páginas arquivadas.
O nome Wayback Machine foi escolhido como referência a um dispositivo fictício de viagem no tempo, o "Wayback Machine", usado pelos personagens Mister Peabody e Sherman no desenho animado The Rocky and Bullwinkle Show dos anos 1960. De 1996 a 2001, as informações eram mantidas em fita digital, com Brewster Kahle ocasionalmente permitindo que pesquisadores e cientistas acessassem o banco de dados organizado.